# Zhuolaige
Zhuolaige (kinesiska: 卓来格, 卓来格乡) är en socken i Kina. Den ligger i den autonoma regionen Tibet, i den sydvästra delen av landet, omkring 650 kilometer nordost om regionhuvudstaden Lhasa.
Genomsnittlig årsnederbörd är 755 millimeter. Den regnigaste månaden är juni, med i genomsnitt 172 mm nederbörd, och den torraste är januari, med 3 mm nederbörd.